# ながら池
ながら池（ながらいけ）は、富山県上市町に位置する池。周囲の3つの池の中で最大の面積を持つ。その成因には諸説ある。

## 特徴
白岩川の支流である大岩川流域の、高峰山中腹に位置している。
この池の周囲には釜池やつぶら池がある他、無数の窪地が存在する。窪地内部は湿地化しており、降水時には池のようになるものもある。
この池は釜池より大きいが、池全体が湿地になっており、池の中心には湧水が流れている。

## 成因
黑崎史平らの調査によると、ここらの地層は高峰山火山が岩稲層により噴出したものであり、ながら池の成因は高峰山の「爆裂火口」であるとしている。
一方で、藤囲会の「富山地学紀行」での記述によると、この池の周囲の地区で地滑り地形が多く見られることから、ながら池は地滑りによる「堰止湖」であるとしている。

## 生態
湿地内の生態はミズゴケのマットの上に、ハイイヌツゲ、ミヤコイバラ、クロウメモドキなど低木が大半を占める。他にはハンゴンソウやミズバショウ、シラスゲ、カキラン、トンボソウ、ドクゼリ、タニヘゴなどが混ざって生えている。また、富山県唯一のハシリドコロ自生地である。

## アクセス
- 西種の高峰山登山口から徒歩20分程度。